# Maksim Bahdanowicz
Maksim Adamawicz Bahdanowicz (biał. Максі́м Ада́мавіч Багдано́віч, pol. Maksym Bogdanowicz, ur. 27 czerwca?/9 lipca 1891 w Mińsku, zm. 12 maja?/25 maja 1917 w Jałcie) – białoruski poeta, prozaik, krytyk literacki, historyk, tłumacz literatury niemieckiej i francuskiej. Swoje prace pisał po białorusku, rosyjsku i ukraińsku.

## Życiorys

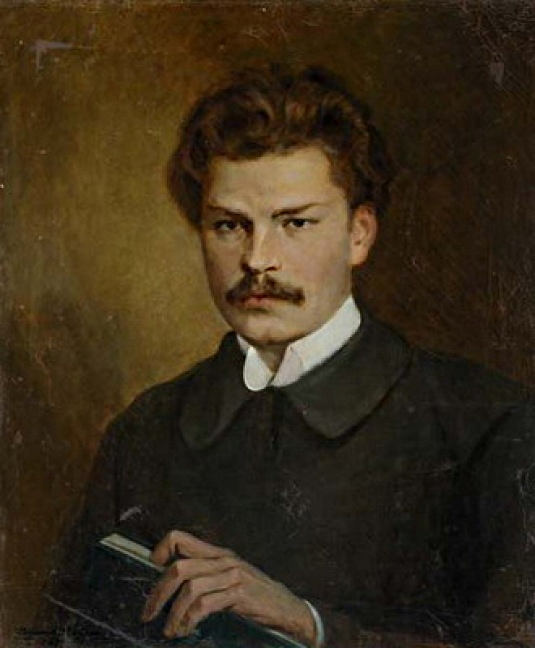
Portret Maksima Bahdanowicza z 1927 roku pędzla Valentina Volkova

Maksim Bahdanowicz urodził się w rodzinie etnografa, Adama Bahdanowicza. Po śmierci matki, w 1896 roku wraz z ojcem i rodzeństwem przeniósł się do Niżniego Nowogrodu, gdzie wychował się poza środowiskiem białoruskim. W latach 1902–1908 uczęszczał do rosyjskiego gimnazjum w Niżnim Nowogrodzie. W roku 1908 wraz z rodziną przeniósł się do Jarosławia, w którym ukończył liceum prawnicze. Pomimo iż uzyskał rosyjskie wykształcenie, poeta był świadom swego pochodzenia i interesował się wszystkim co białoruskie. Wedle świadectw ojca, Maksim Bahdanowicz zaczął pisać wiersze po białorusku w wieku 10 lat.
Jako 16-latek, w 1907 r. Bahdanowicz zadebiutował  w białoruskim piśmie „Nasza Niwa” wydawanym w Wilnie, publikując utwór poetycki Muzyka. W 1913 wydrukowany został jego zbiór poezji Wianok.
Rok po śmierci brata Wadima w 1909 r. poeta po raz pierwszy odwiedził Jałtę. Wyjazd ten związany był z chorobą Bahdanowicza – gruźlicą. Na rok przed śmiercią w 1916 roku poeta zamieszkał w Mińsku, gdzie podjął pracę w administracji publicznej (jako członek gubernialnej komisji żywnościowej). Tworzył nie tylko własne dzieła, tłumaczył na język białoruski m.in. Heinego, Schillera, Horacego i Verlaine’a.
Po raz drugi i zarazem ostatni, w marcu 1917 roku, Bahdanowicz wyjechał do Jałty, gdzie spędził swe ostatnie dni. 25 maja 1917 r. poeta zmarł w wieku 26 lat na gruźlicę, która wcześniej zabrała jego matkę i brata.

## Twórczość
Wprowadził do poezji białoruskiej sonet. W twórczość Bahdanowicza pojawiają się motywy biblijne np. w powieści Apokryf oraz w Łabędziu – straceńcu (1916 r.). Sporą część swej poezji poeta poświęca motywowi folklorystycznemu. Do wierszy o folklorze zalicza się: Wodnika, Nad jeziorem, Rusałkę, Leszego, Jezioro, Króla węży oraz cykl Wiersze na modłę białoruską.
Bahdanowicz należy do grona poetów, dla których wolność i niepodległość są bardzo ważne. Poeta nie mógł pogodzić się z sytuacją, w jakiej znalazła się jego ojczyzna, co odzwierciedlają wiersze Kraju ojczysty! Wyklęty przez Boga... i Narodzie, Białoruski Narodzie!. Nieobcy Bahdanowiczowi był także motyw kobiety, na co dowodem są cykle poetyckie Madonny, oraz Miłość i mogiła. Z kolei wiersz Wieczór składa się na cykl wierszy poświęconych motywowi nocy, wieczoru i ciemności. Prawdopodobnie ze względu na swoją chorobę poeta często poruszał temat śmierci m.in. w wierszach: Beznadziejność, Tak wiele w naszym życiu jest dróg..., Dziadek itd.
W poezji Bahdanowicza przeplatają się ze sobą wątki romantyczne z modernistycznymi i realistycznymi, a wiersze obfitują różnorodnością tematyki. Poeta pisał także prozę, podejmował wątki historyczne, filozoficzne i etyczne. Zajmował się także pracami krytycznoliterackimi oraz podejmował się tłumaczeń z j. franc., niem., łaciny i greki.

## Pokłosie
W 1982 r. w Grodnie otwarte zostało muzeum Bahdanowicza, mieszczące się w domu, w którym mieszkał w latach 1892–1896. Zaś rok 1991 został ogłoszony przez UNESCO rokiem Maksima Bahdanowicza.

## Publikacje
- Музыка (Muzyka, 1907)

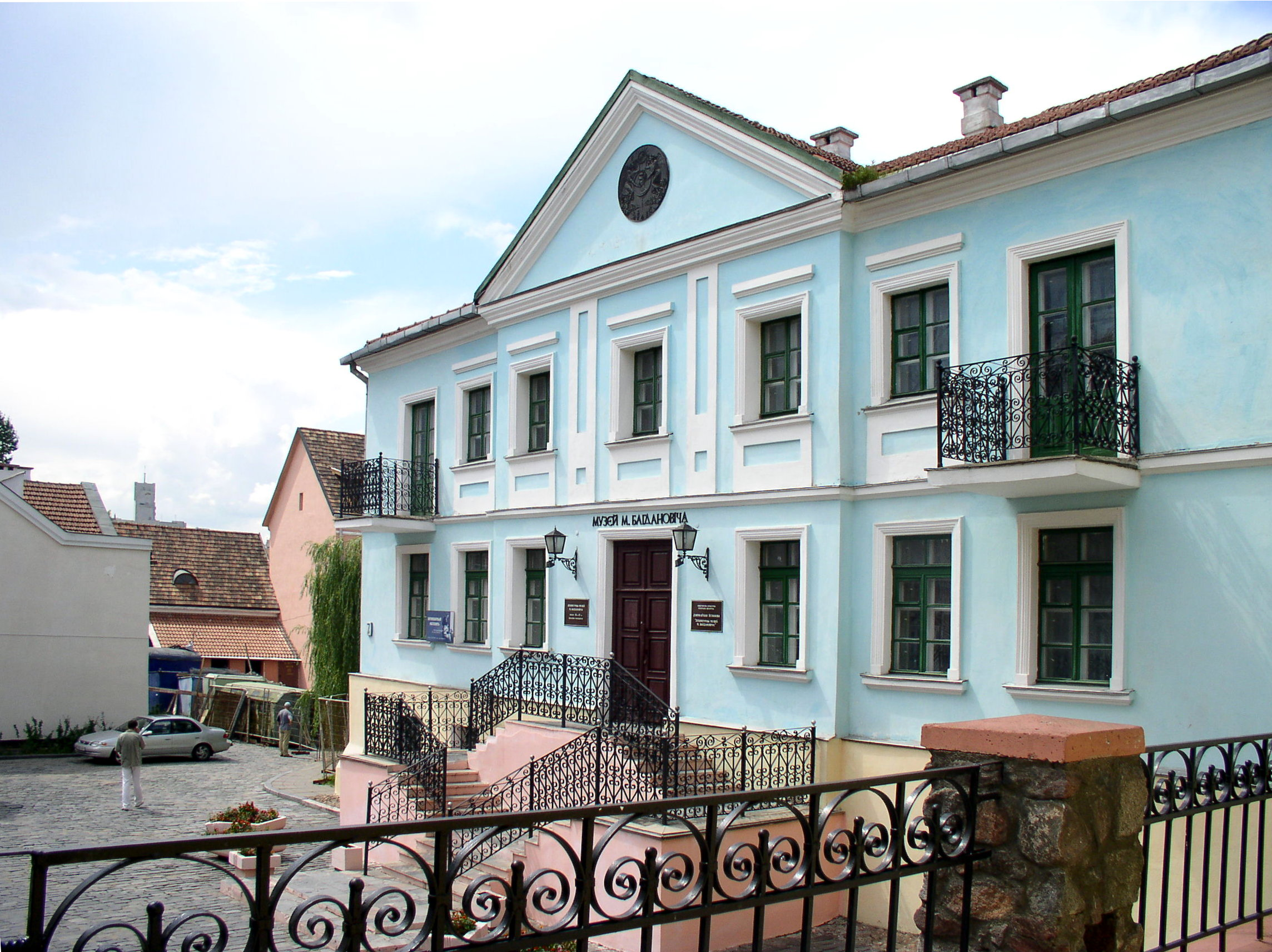
Muzeum poświęcone poecie w Mińsku.

- Из песен белорусского мужика (1909)
- Дождь в поле и холод (1909)
- В деревне (1909-1912)
- Двинемся, братья, скорей! (1910)
- Слуцкие ткачихи (1912)
- Пан и мужик (1912)
- Вянок (Wianok, 1913)
- Пагоня (Pogoń, 1913) – jeden z nieoficjalnych patriotycznych hymnów Białorusi
- Межи (1914)
- Эмигрантская песня (1914)
- Страцім-лебедзь (1916)
- Karotkaja historyja biełaruskaj pismianności da XVI stalećcia
- Nowy period u historyji biełaruskaj literatury

### Polskie przekłady
- Maksim Bahdanowicz, Poezje wybrane, tł. Tadeusz Chróścielewski i in., oprac. Jan Huszcza, Wydawnictwo Łódzkie, Łódź 1973